# 路井恵美子
路井 恵美子（みちい えみこ、1928年1月23日 - ）は、福岡県北九州市出身の日本の女優。身長143 cm。体重51 kg。血液型はA型。関西芸術座所属。

## 人物
大阪薬科大学卒業。関西芸術座には創立時から所属しており、愛称は「ピコさん」。
夫は演出家・児童劇作家の道井直次。

## 出演

### 映画
- 「御法度」（1999年12月18日）
- 「いちげんさん」（2000年1月29日） - 箒を持ったおばさん 役
- 「パーマネント野ばら」（2010年5月22日）
- 「テルマエ・ロマエ」（2012年4月28日） - 金精様を見る女性 役
- 「WOOD JOB!〜神去なあなあ日常〜」（2014年5月10日）

### テレビドラマ
- 「部長刑事」（朝日放送）
  - 第234話「名前のない男」（1963年3月16日）
  - 第265話「タバコ屋は両替屋でない」（1963年10月19日）
  - 第375話「傷ある人生」（1965年12月11日）
  - 第395話「二人の母」（1966年4月30日）
  - 第485話「しょうがなかった」（1968年1月27日）
  - 第829話「ババ抜き」（1974年8月31日）
  - 第833話「毒薬の匂う女」（1974年9月28日）
  - 第1121話「さくら散りし後に」（1980年4月19日）
  - 第1401話「夏休みの女教師」（1985年8月31日）
  - 第1426話「急行「きたぐに」に間に合いますか」（1986年2月22日）
- 「信子」（1965年6月19日、NHK）
- 「銭形平次」（フジテレビ）
  - 第65話「秩父の姉妹」（1967年7月26日）
  - 第410話「夢が殺した」（1974年3月13日） - 乳母 役
  - 第434話「御典医の夢」（1974年8月28日） - 梅の家女将 役
  - 第508話「腕白坊主の目に涙」（1976年2月11日） - おとみ 役
  - 第522話「錆びていた十手」（1976年5月19日） - 置屋の女将 役
  - 第578話「はしりがねの女」（1977年6月22日） - 茶屋女将 役
  - 第594話「冬の蜆」（1977年10月19日） - おかつ 役
  - 第617話「おゆき」（1978年4月5日）
  - 第626話「見習同心心得帳」（1978年6月14日） - おとき 役
  - 第648話「一握りの夢」（1978年11月29日）
  - 第748話「一日だけの家出」（1980年12月24日）
- 「仮面の忍者 赤影」第18話（1967年8月2日、フジテレビ） - かね 役
- 「待っていた用心棒」第23話（1968年7月1日、テレビ朝日）
- 「素浪人 花山大吉」第43話・第79話・第86話（1969年10月25日・1970年7月4日・8月22日、テレビ朝日）
- 「女人平家」第14話（1972年1月6日、テレビ朝日） - 藤原定能の妻 役
- 「遠山の金さん捕物帳」第85話（1972年 2月20日、テレビ朝日） - おぎん 役
- 「木枯し紋次郎」第15話（1972年5月6日、フジテレビ） - お勝 役
- 東芝日曜劇場「再会」（1974年3月24日、TBS）
- 「どてらい男」シリーズ（フジテレビ）
  - 「どてらい男」第40話・第41話・第74話（1974年7月2日・7月9日・1975年3月4日）
  - 「どてらい男 戦後篇」最終話（1975年9月28日）
- 「座頭市物語」第15話（1975年1月23日、フジテレビ）
- 「編笠十兵衛」第16話・第18話（1975年1月23日・2月6日、フジテレビ）
- 「江戸を斬るII」第1話（1975年11月10日、TBS） - 長屋の男性の女房 役
- 「痛快!河内山宗俊」第18話（1976年2月2日、フジテレビ）
- 「新・二人の事件簿 暁に駆ける」第22話（1976年12月28日、テレビ朝日）
- 「桃太郎侍」（日本テレビ）
  - 第14話「祭囃子に咲いた恋」（1977年1月9日）
  - 第173話「恋女房は人の妻」（1980年2月10日）
- 「水戸黄門 第9部」第21話「偽者にされた黄門様 -奈良井-」（1978年12月25日、TBS） - お元 役
- 土曜ワイド劇場「京都殺人案内」第3作（1980年6月21日、テレビ朝日） - 時枝 役
- 「その時がきた」（1982年1月6日 - 3月26日、TBS）
- 「赤かぶ検事奮戦記II」第12話（1982年2月19日、テレビ朝日） - おかみさん 役
- 「必殺仕事人III」第32話（1983年5月20日、テレビ朝日）
- 「壬生の恋歌」第21話・最終話（1983年10月12日・10月26日、NHK）
- 「家族あわせ」第1話（1985年1月12日、NHK）
- 銀河テレビ小説（NHK）
  - 「まんだら屋の良太」（1986年2月3日 - 2月21日） - フミ 役
  - 「おんなの時代」第1話（1987年2月23日、NHK）
- 「暴れん坊将軍」（テレビ朝日）
  - 「暴れん坊将軍II」第162話「にわか侍、破廉恥武士道!」（1986年7月12日） - 母親 役
  - 「暴れん坊将軍XI」第4話「女医の恋した町奉行」（2001年8月9日）
- 連続テレビ小説（NHK）
  - 「はっさい先生」第1話（1987年10月5日）
  - 「純ちゃんの応援歌」第50話（1988年11月29日） - 老婆 役[6]
  - 「ええにょぼ」第16話・第17話（1993年4月22日・4月23日）
  - 「走らんか!」（1995年10月2日 - 1996年3月30日）
  - 「甘辛しゃん」（1997年10月6日 - 1998年4月4日）
  - 「あすか」第117話（2000年2月24日）
  - 「ウェルかめ」第126話・第136話・第146話・第148話（2010年2月27日・3月11日・3月23日・3月25日） - 咲江 役
  - 「カーネーション」第142話 - 第145話（2012年3月21日 - 3月24日） - 患者 役
- 「姑ふたり嫁ひとり」（1988年2月29日 - 3月25日、TBS）
- 「逃亡者」（1988年12月10日、NHK）
- 「母の言いぶん」（1989年1月9日 - 1月27日、NHK）
- 「恋愛模様」前編・後編（1990年2月10日・2月17日、NHK）
- 「新王将」（1992年5月16日、NHK）
- 「妻よ」（1994年12月10日、NHK）
- 「あなたの中で生きる」（1995年12月25日、NHK）
- 銀河テレビ小説（NHK）
  - 「結婚はいかが?」（1996年9月30日 - 10月25日）
  - 「初婚・再婚」（1997年6月9日 - 7月4日）
- 「ちいさな大冒険」（1996年11月9日、NHK）
- 「次郎長三国志」（2000年1月2日、NHK）
- 「京都迷宮案内 第3シリーズ」第16話（2001年6月7日、テレビ朝日） - 西島よね子 役
- 「科捜研の女」（テレビ朝日）
  - 「科捜研の女 Season4」第5話（2002年8月22日） - 丹羽佳代 役
  - 「科捜研の女 Season6」第3話（2005年7月28日） - 勾坂絹代 役
- 「明日は陽のそばで」（2002年11月16日、フジテレビ）
- 「大化改新」後編（2005年1月2日、NHK）
- 「ジャッジ 〜島の裁判官奮闘記〜」第1話（2007年10月6日、NHK） - 悟の祖母 役
- 「万葉ラブストーリー 冬」（2010年3月19日、NHK） - 宮本ふさ 役
- 「僕が好きだった君に」（2011年2月25日、NHK）

### 舞台
- 「西瓜と風鈴」
- 「焼跡お蝶始末記」（1974年11月13日 - 11月16日） - お松 役[7]
- 「ウイリアム・テルは悲しい目をしている」（1979年3月2日 - 3月3日・4月7日・6月17日・6月24日・10月7日・10月11日） - 老婆 役[8]
- 「地の乳房」（1984年6月13日 - 6月14日・10月3日） - いし 役[9]
- 「姥ときめき」（1985年4月25日 - 4月26日・6月6日 - 6月7日・8月10日・9月28日） - 西サナエ 役[10]
- 「すべってころんで」（1989年4月 - 1993年12月・1989年6月1日 - 6月2日・7月7日 - 7月9日） - たまみ 役[11]
- 「おかあさん疲れたよ」（1997年8月29日 - 8月30日・ 1999年1月 - 4月） - 今泉のぶ 役[12]
- 「あした月夜の庭で」（2002年7月26日 - 8月4日） - 犬養 役[13]
- 「芒ノ原デ言祝ギテ」（2004年12月1日 - 5日） - 広澤タキエ 役[14]
- 「見果てぬ夢」（2006年3月1日 - 3月5日） - 宗政りつ 役[15]
- 「姥ざかり」（2008年3月4日 - 3月11日） - サナエ 役[16]
- 「ロミオとジュリエット～RETURN～」（2007年3月6日 - 3月12日） - 大原円 役[17]
- 「歓喜の歌」（2012年11月22日 - 11月24日）[18]
- 「電光仮面～最後の戦い～」（2014年12月12日 - 12月14日） - 左側の婆 役[19]
- 「慕情秋桜」（2015年12月4日 - 12月6日） - 高木富美 役[20]

## 方言指導
- 「悲しみを勇気にかえて」（2005年1月14日、TBS）